# Goō-jinja
Le Goō-jinja (護王神社) est un sanctuaire shinto situé dans le quartier Kamigyō-ku de Kyoto, au Japon.

## Histoire
À l'origine ce sanctuaire était dédié à Wake no Kiyomaro, Qui a été à l'origine du développement et de la construction de Heian-kyō, actuelle Kyoto. Initialement situé dans l'enceinte du temple Takaosan Jingoji, il est, en 1886 et sur ordre de l'empereur Meiji, déplacé à son actuel emplacement soit du côté ouest du palais impérial de Kyoto .

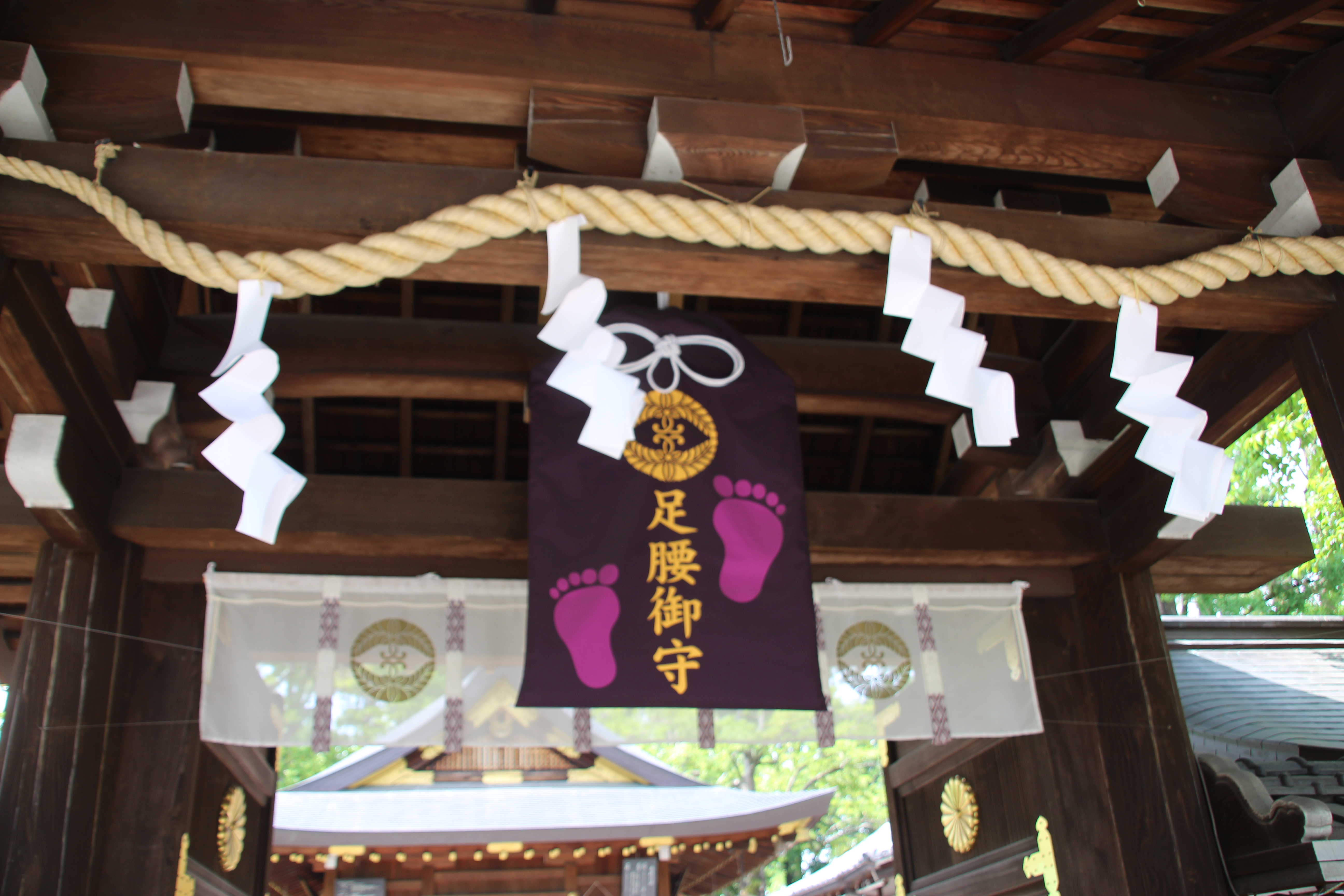
Entrée du sanctuaire
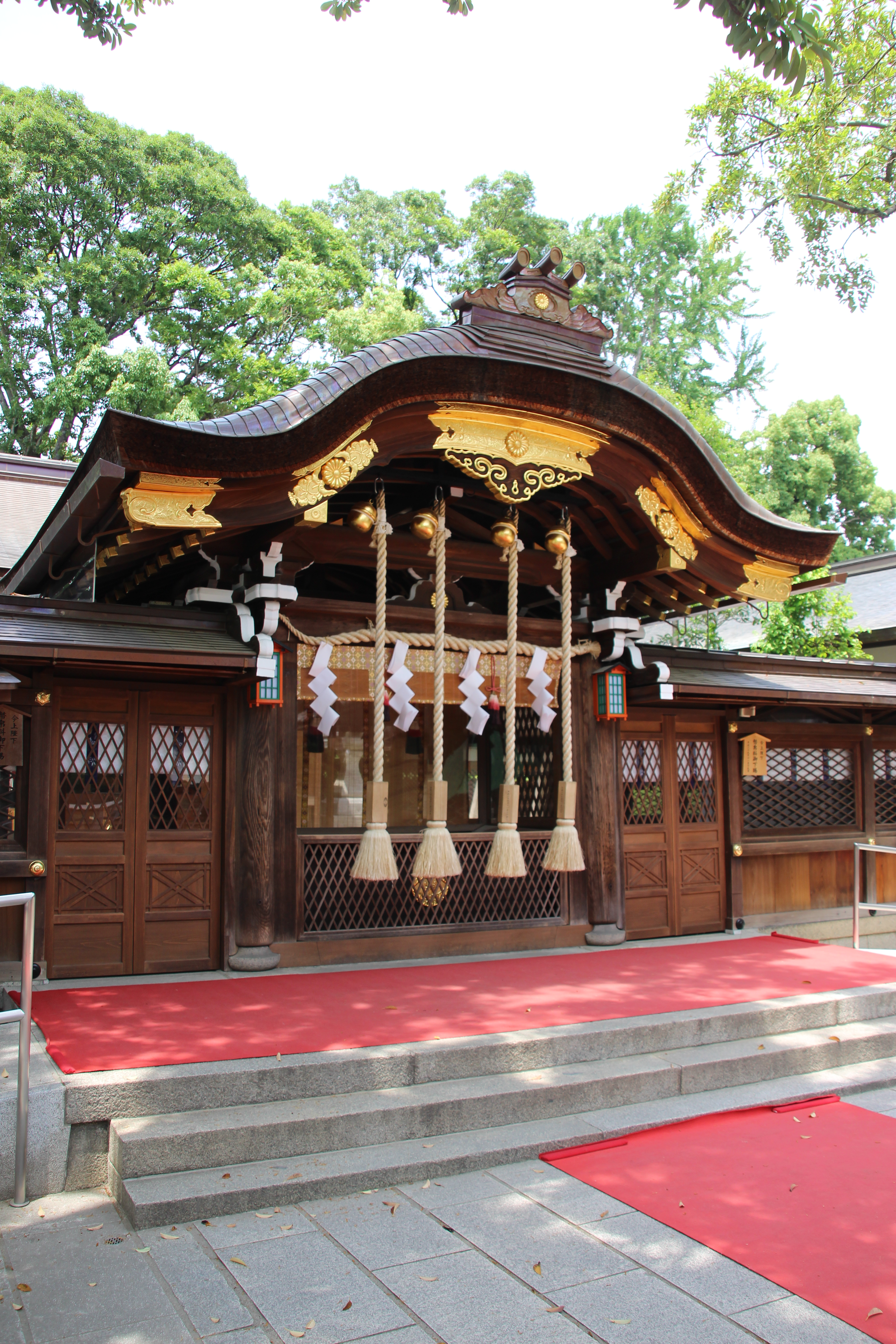
Sanctuaire
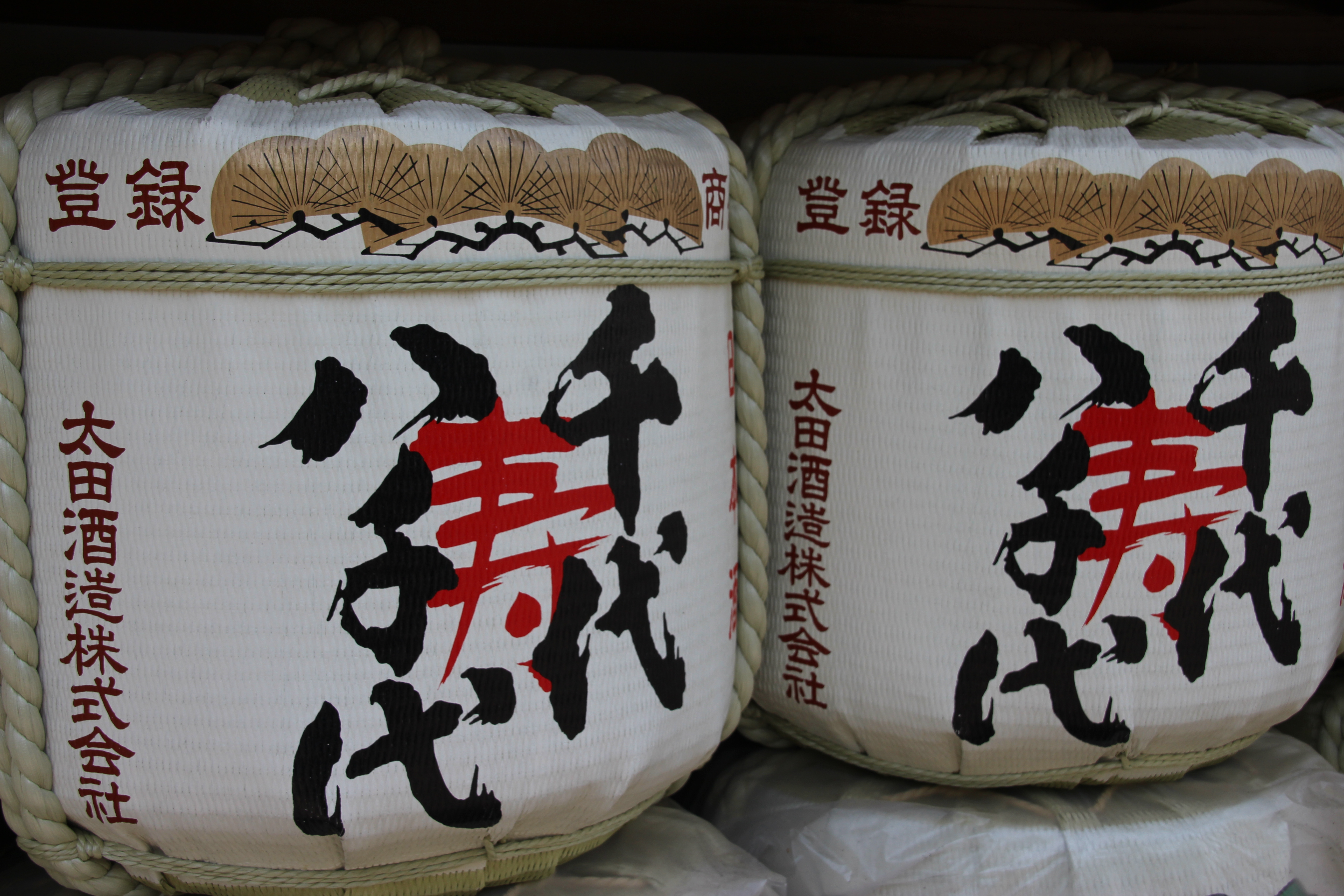
Tonneaux de saké

## Aujourd'hui
De nos jours, le sanctuaire Goō-jinja est un site populaire qui est fréquenté par des fidèles venus prier pour la guérison de blessures au bas du corps. Cette particularité vient d'une légende qui raconte comment pendant le voyage en route vers l'exil, Wake no Kiyomaru a été attaqué, blessé à la jambe, mais sauvé par 300 sangliers qui l'ont sauvé et protégé jusqu'à la fin de sa vie,.
C'est pourquoi le sanctuaire est aussi connu sous le nom de « sanctuaire du sanglier » et possède des statues de sangliers au lieu des statues traditionnelles de gardiens komainu habituellement présentes dans les sanctuaires shintoïstes.
Le sanctuaire est également connu comme un lieu de prière pour le bien-être des enfants et l'éducation des enfants. la sœur de Wake no Kiyomaru, dénommée Wake no Hiromushi, aurait pris soin de 83 enfants ayant perdu leur famille à cause de la guerre,. Wake no Hiromushi est également une divinité vénérée au sanctuaire pour les enfants.

## Galerie

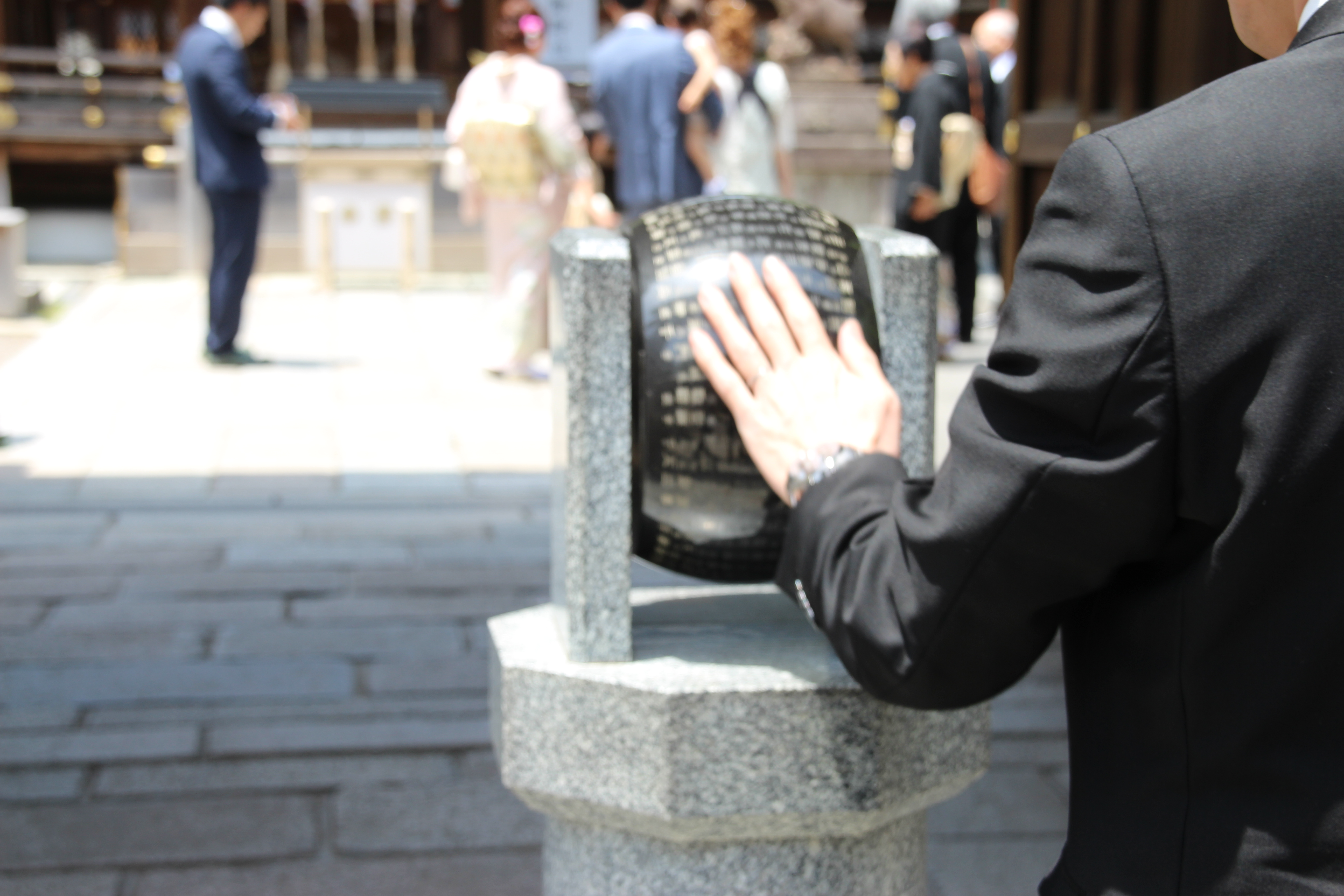
Moulin à prières
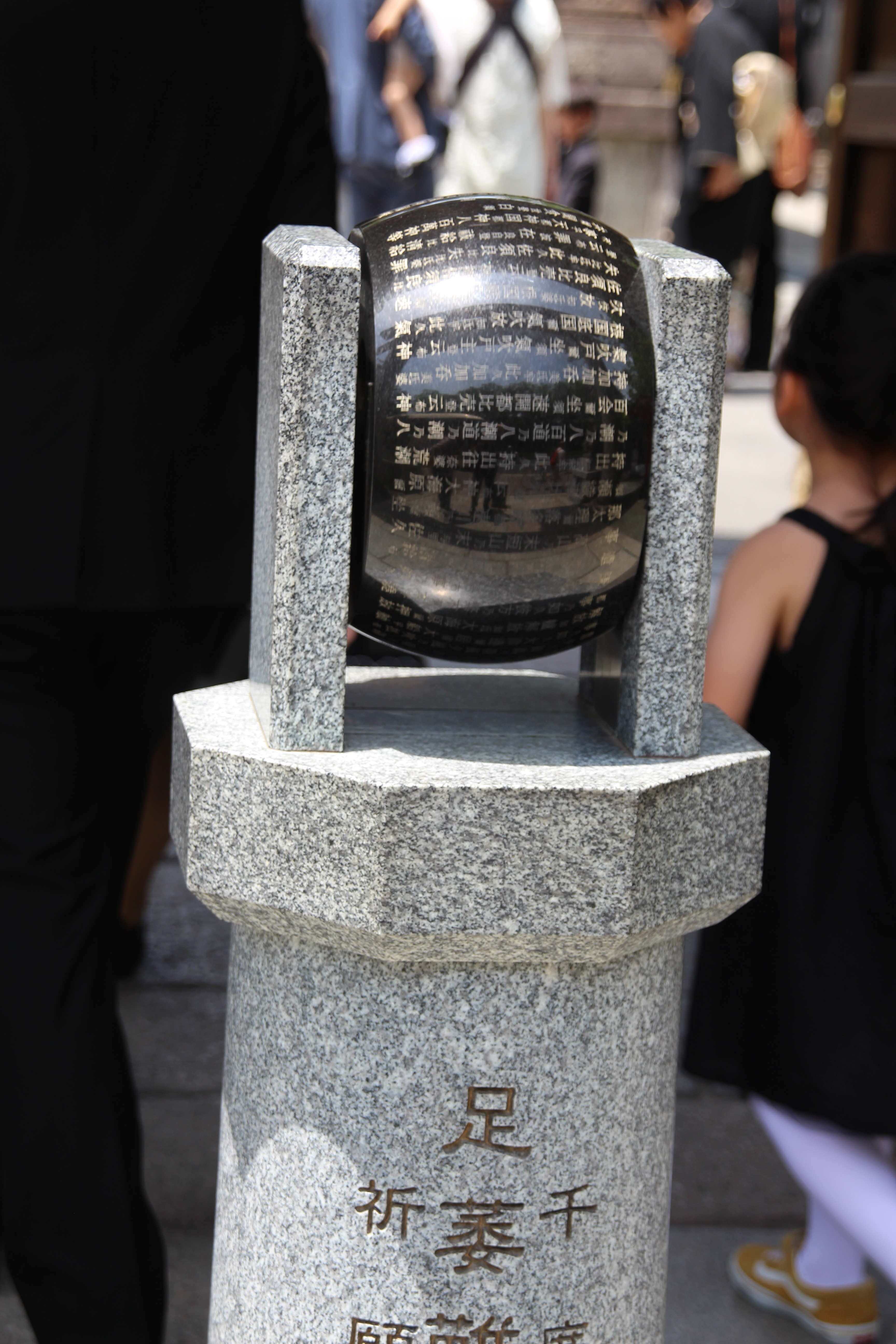
Moulin à prières
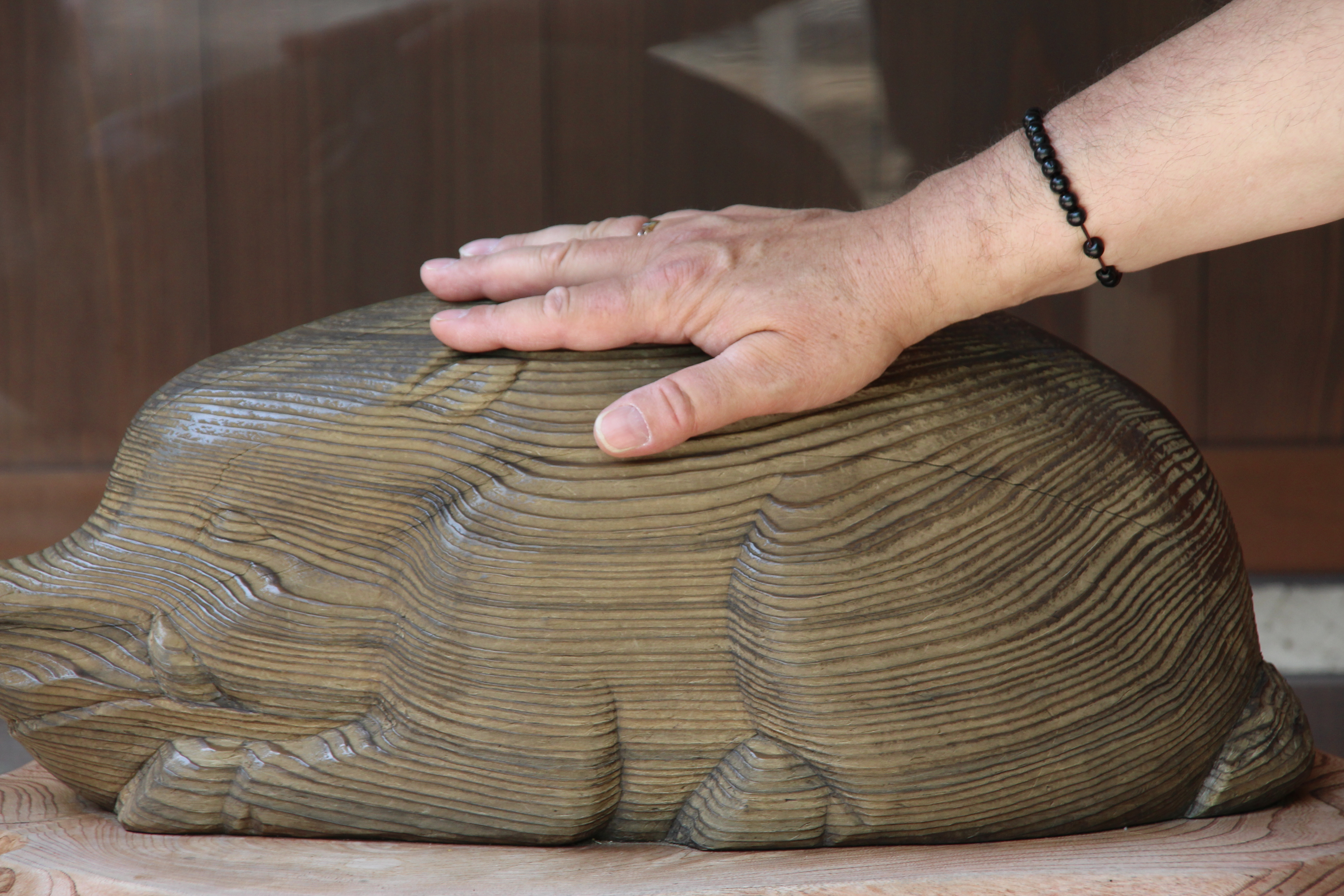
Sanglier

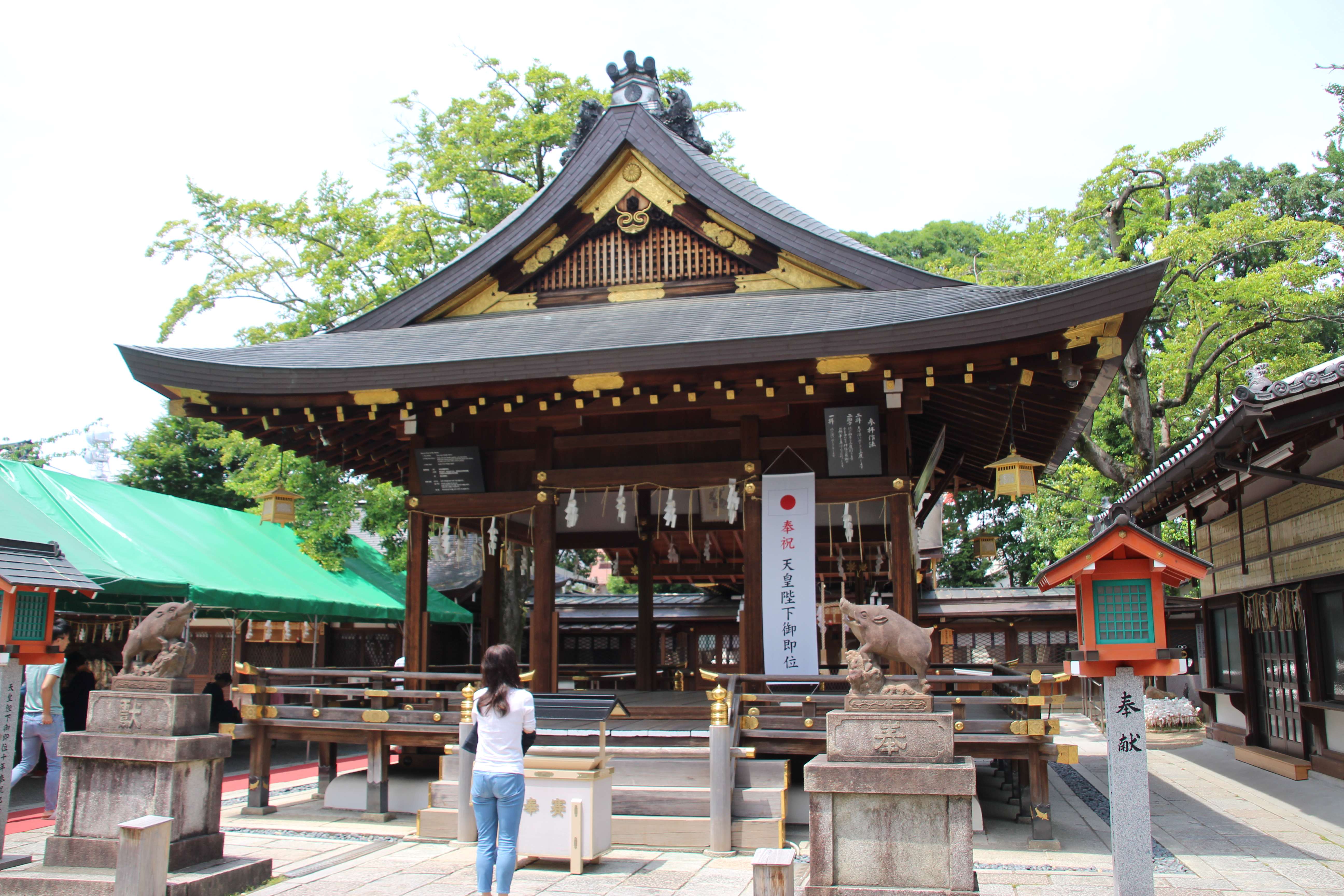
Bâtiment principal
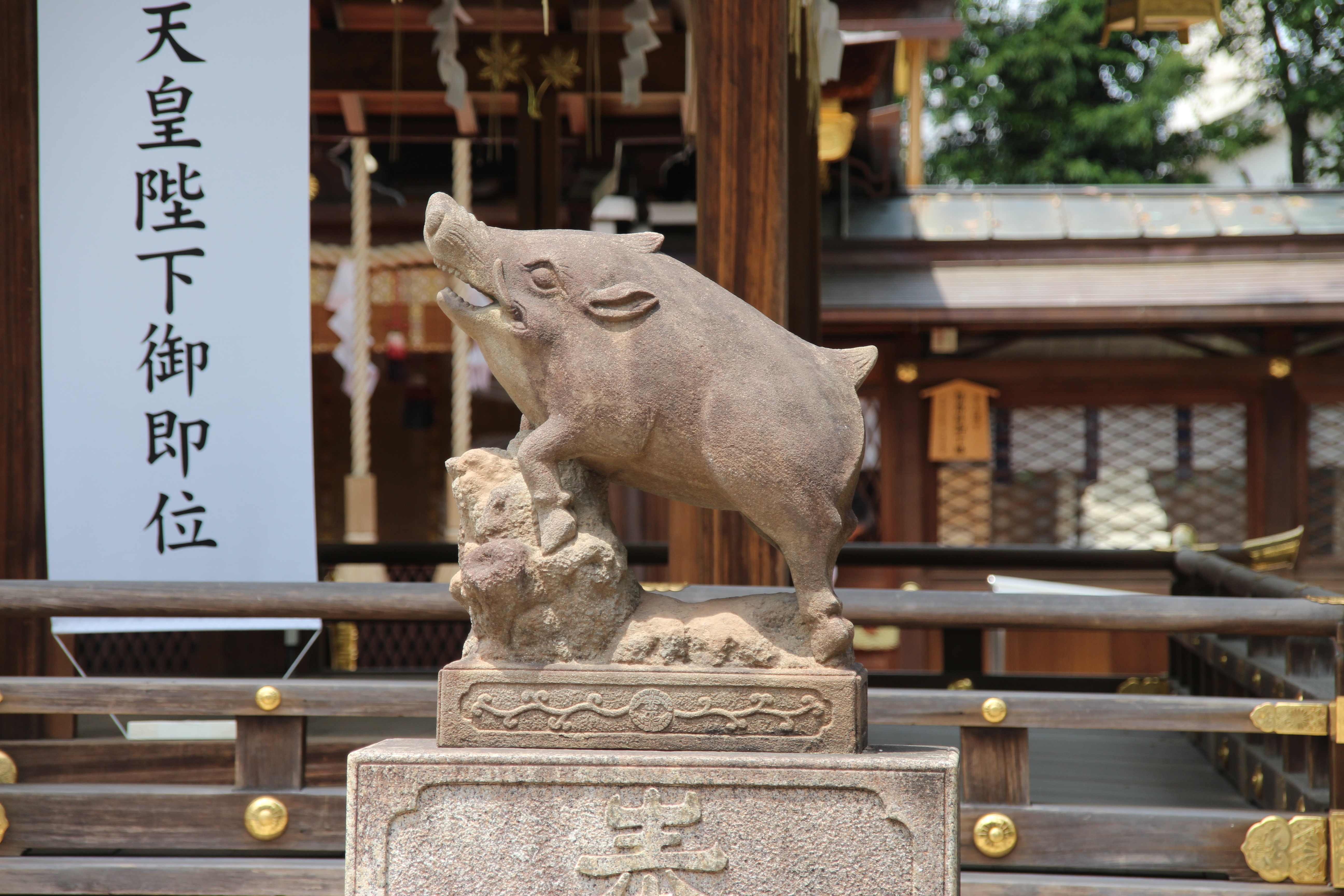
Koma-inoshishi
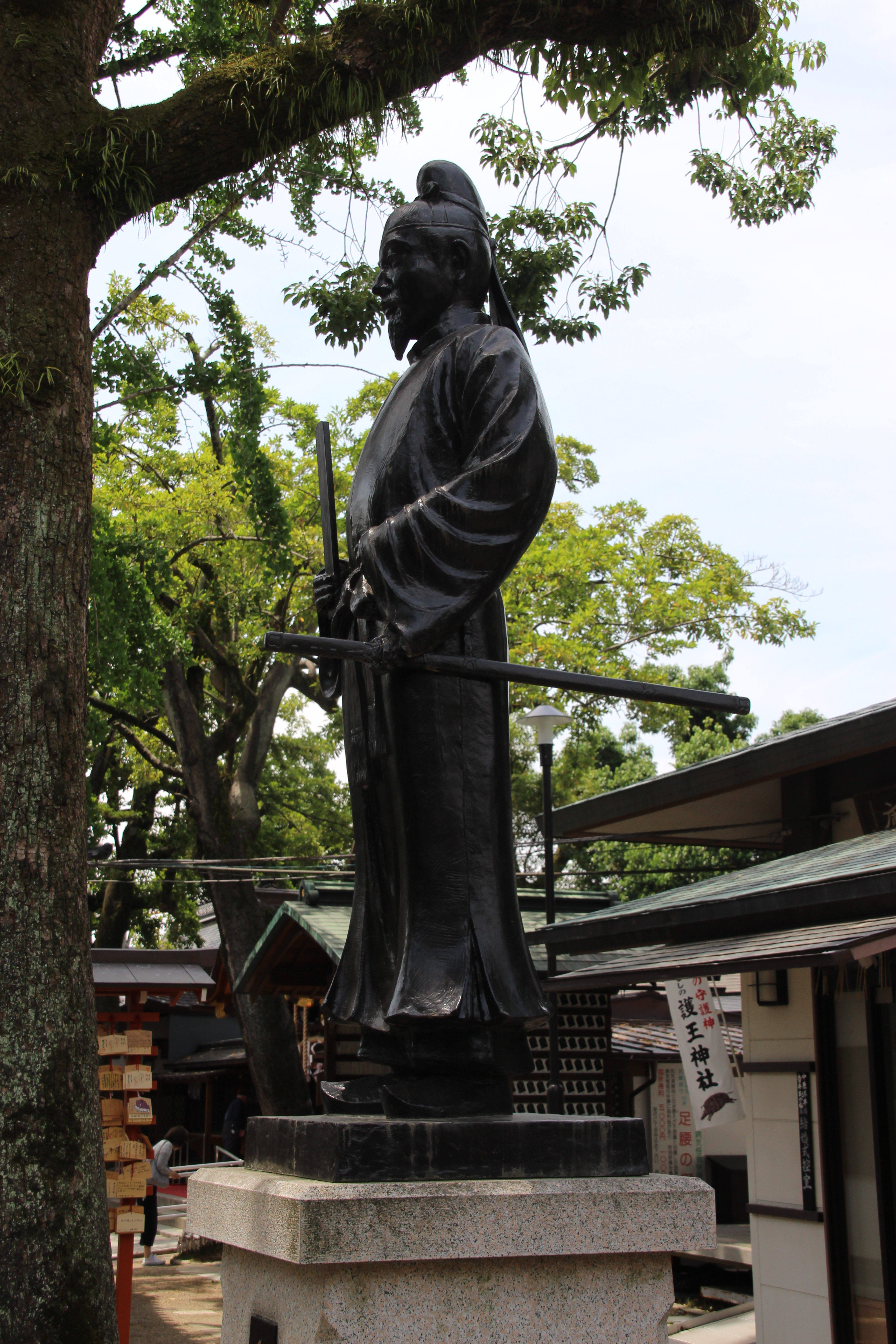
Wake no Kiyomaro
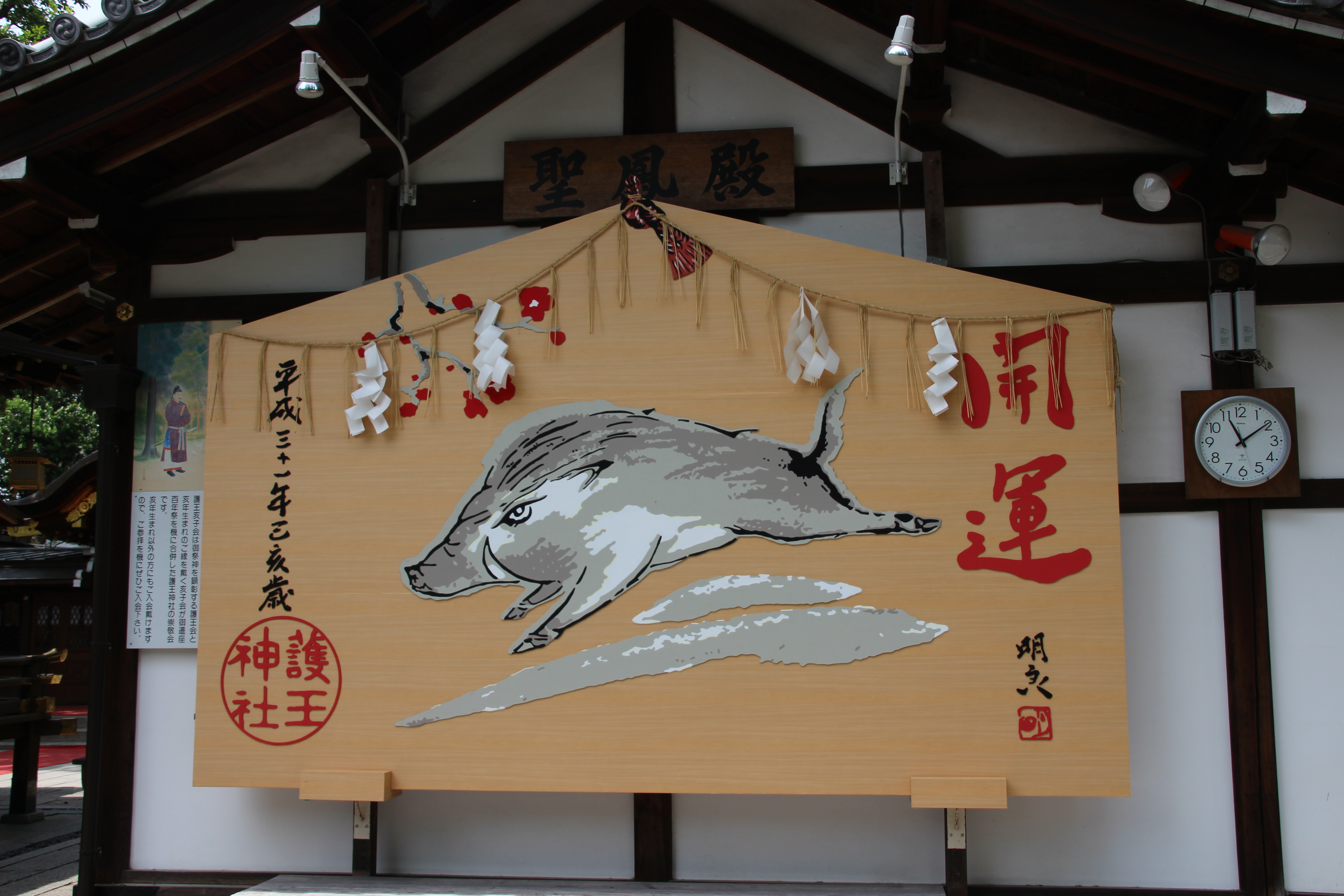
Ema
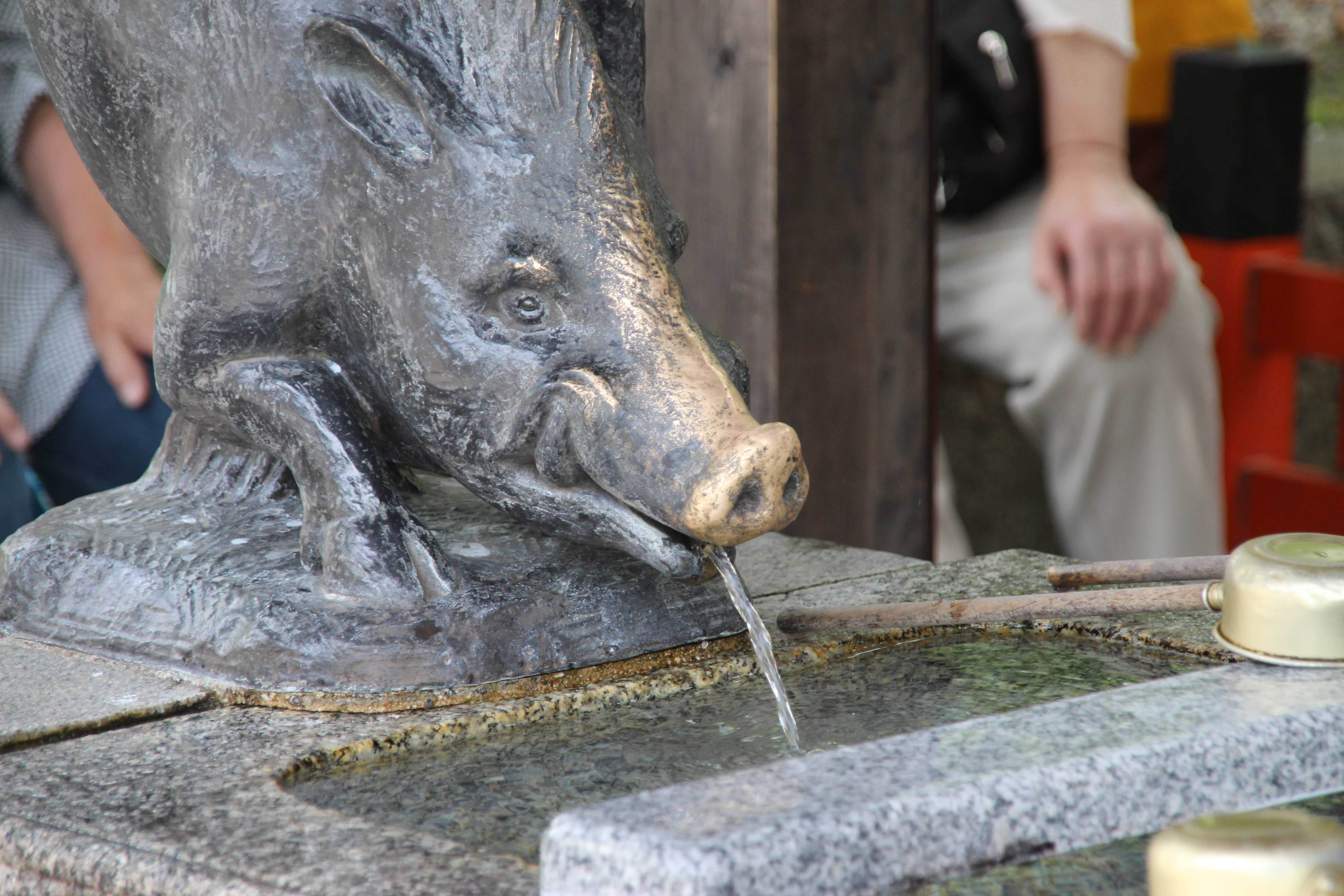
Chozuya

## Autour du sanctuaire
- Palais impérial de Kyoto
- Sanctuaire Sugawarain Tenmangū

## Transports
Metro Karasuma line, descendre à la station Marutamachi, prévoir environ 10 minutes de marche.
Bus N° 51, descendre à l’arrêt Karasuma Shimochôja chô.